# 叙事詩

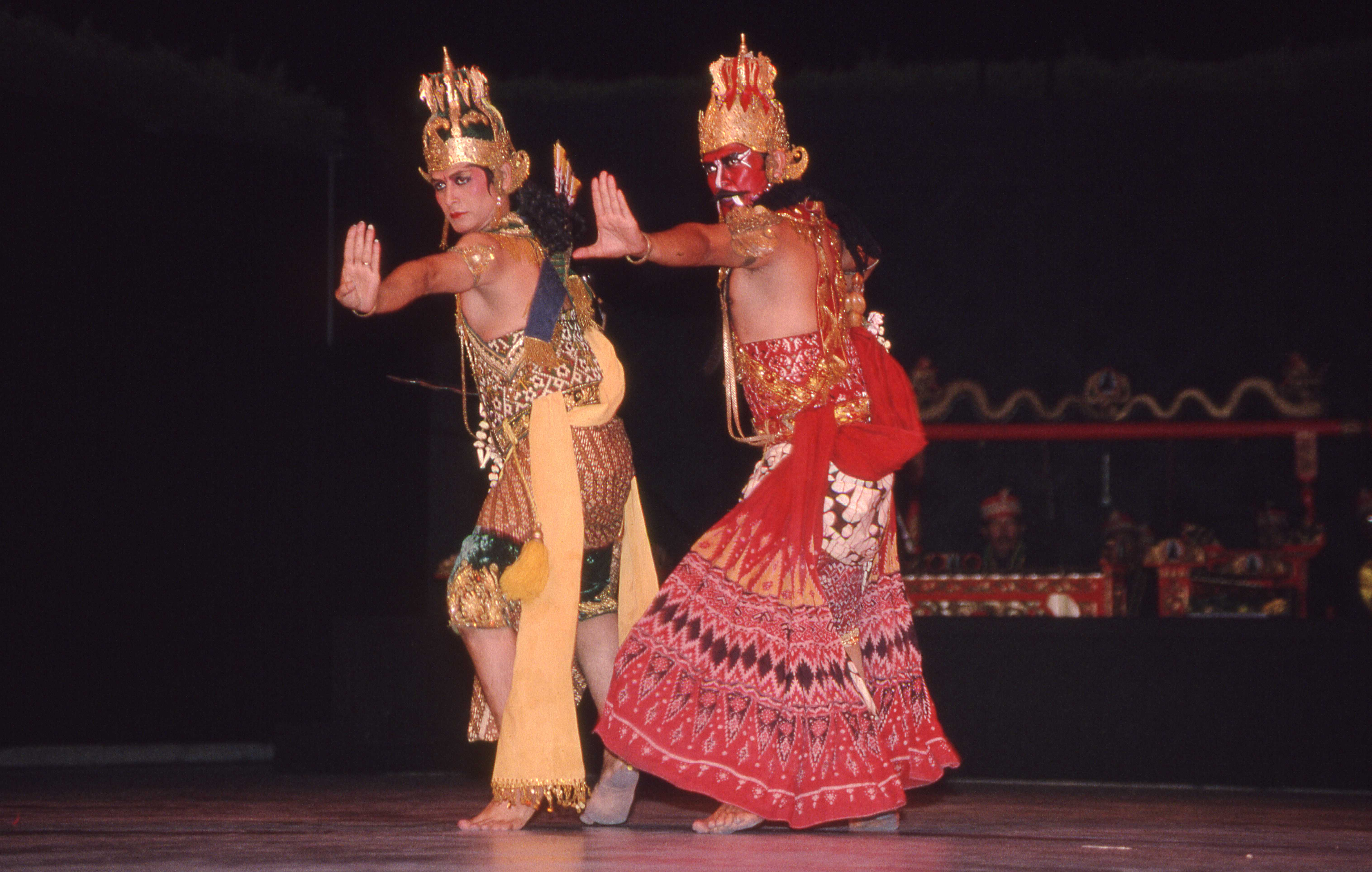
多くの演劇の題材に用いられるアジアの代表的叙事詩『ラーマーヤナ』
（インドネシア、サヌール海岸）

叙事詩（じょじし、英語: epic、epic poem、epic poetry、epos、epopee）とは、物事や出来事を記述する形の韻文のこと。ある程度の長さを持つもので、一般的には民族の英雄や神話、民族の歴史として語り伝える価値のある事件を出来事の物語として語り伝えるものをさす。大岡昇平はさらに「戦争を内容とする」ものとしている（「常識的文学論」）。
口承文芸として、吟遊詩人や語り部などが伝え、その民族の古い時代には次世代の教養の根幹を成したり、教育の主要部分となることも多かった。後世に書き残され、歴史資料に保存されることになったものが多い。

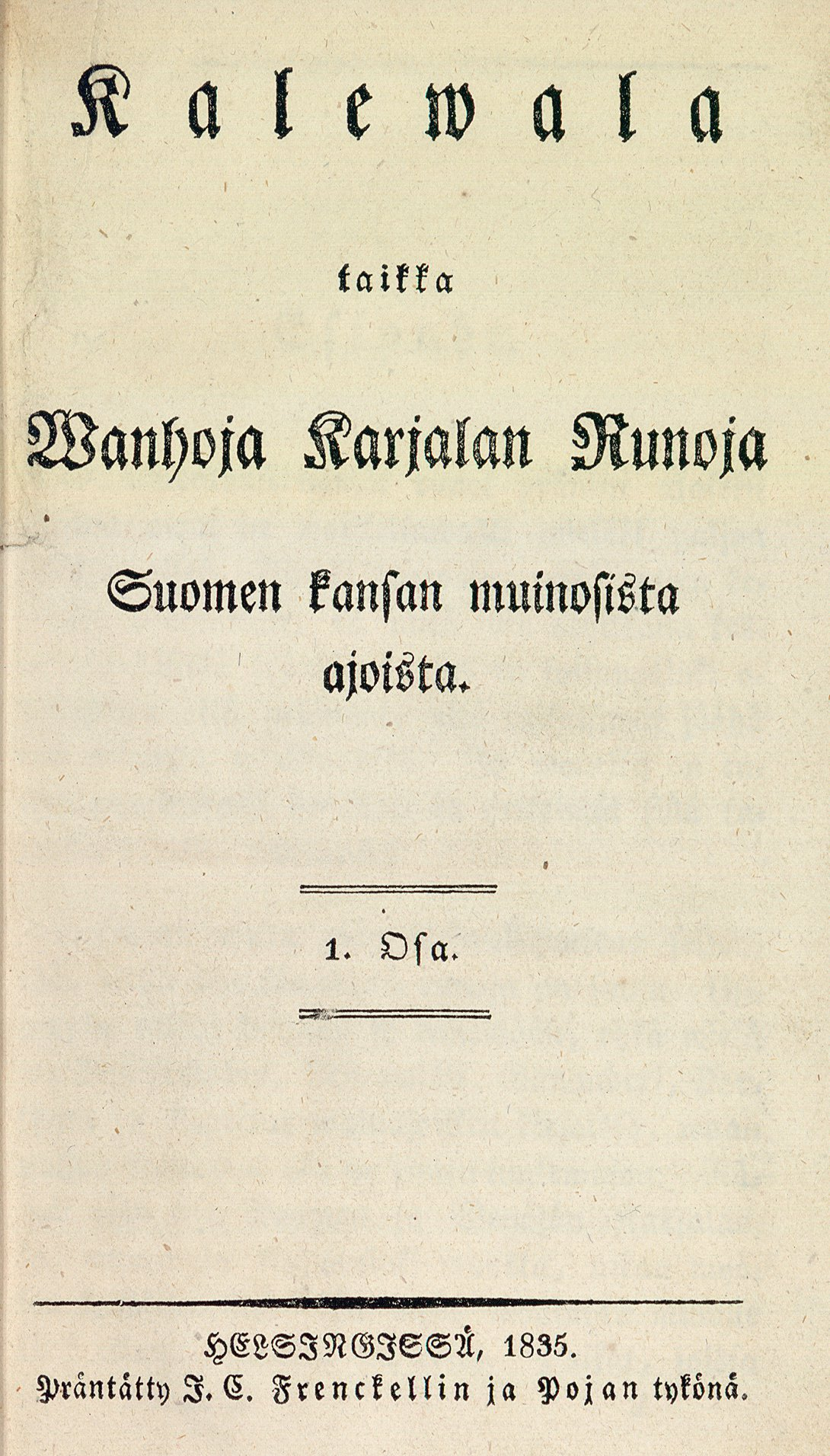
エリアス・リョンロートによるフィンランドの叙事詩「カレワラ」の初版（1835年）

対義語は叙情詩（リリック）。

## 各国の叙事詩
現存する最古の文学作品と呼ばれる『ギルガメシュ叙事詩』もその名の示すとおり叙事詩である。西欧文学の古典で叙事詩と言われるものには、古代において『イリアス』や『オデュッセイア』『労働と日々』、中世において『ベーオウルフ』、『ニーベルンゲンの歌』、『ローランの歌』などがある。アジアでは『マハーバーラタ』、『ラーマーヤナ』など。民族叙事詩として有名なものには、『シャー・ナーメ』（イラン）、『ウズ・ルジアダス』（ポルトガル）、『カレワラ』（フィンランド）、『マナス』（キルギス）、『ナルト叙事詩』（オセット）、『ユーカラ』（アイヌ）などがある。文献学者のエーリヒ・アウエルバッハは古代の叙事詩文体として、ホメーロスの『オデュッセイア』と旧約聖書のイサクの燔祭の2つをあげて比較した。
散文で書かれる時に叙事詩から小説へ変化するとされ、西洋では1世紀のペトロニウスの『サテュリコン』、2世紀の『ダフニスとクロエ』で既に散文化が見られる。
ダンテの『神曲』は形式上は叙事詩だが、英雄譚と異なって筋を持たない。

### 日本
日本文学では、古来に上代日本語を基礎とする古事記、日本書紀、万葉集が有り、その他に『平家物語』などの軍記物があるが、それらを韻文とする学説は、定かになっていない。

#### 日本に叙事詩は存在しない説
「厳密な意味で、日本に叙事詩が存在しない」との説もあり、代わりに和歌を含みこんだ『歌物語』が成立したと考えられ、『源氏物語』なども和歌を含んでいることから、一級文芸として評価されたとの説がある。